# Tlatelolco
Tlatelolco Mexikóváros egy része, a mexikói főváros szívében fekvő Cuauhtémoc kerülethez tartozik. Középpontjában található a híres Három Kultúra tere.

## Története

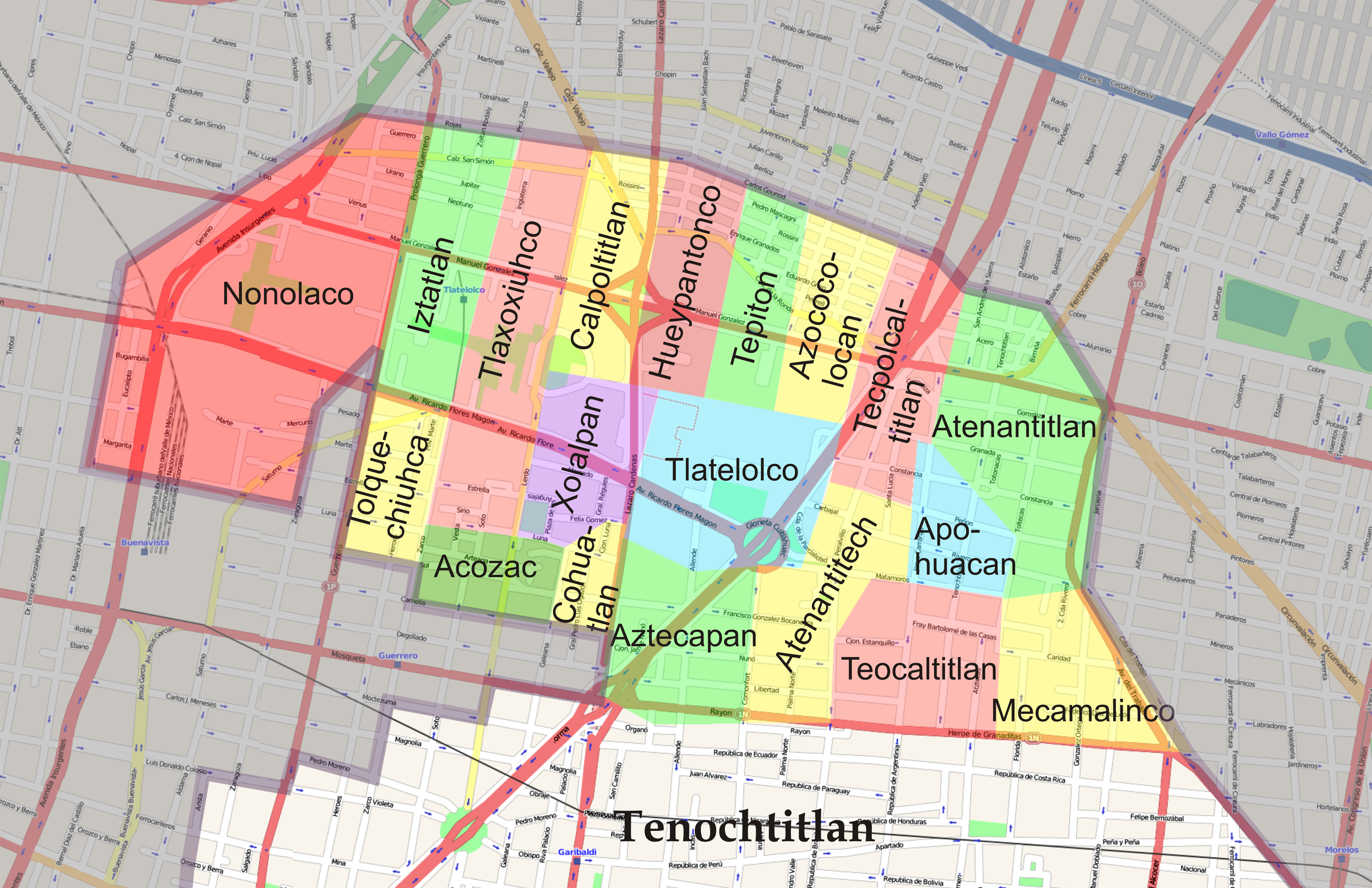
Azték-kori városrészek Mexikóváros mai térképére vetítve

Tlaltelolco eredetileg önálló állam volt Közép-Amerikában, amely egy, a Texcoco-tóban lévő szigeten helyezkedett el. 1473-ban azonban Axayácatl, a szomszédos Tenochtitlan azték uralkodója elfoglalta és egyesítette saját fővárosával, amely így kettős várossá alakult.
Az idő előhaladtával Tlatelolco vált a legfontosabb és legnagyobb piaccá Tenochtitlanban és ellensúlyozta ilyen módon a város másik felének erősen vallásos jellegét a Templo Mayorral a középpontban.
A piac, ahol az egész azték birodalomban fellelhető mindenféle áruval kereskedtek, valószínűleg az akkori Amerika legjelentősebbje volt. Bernal Díaz del Castillos és Hernán Cortés ábrázolása alapján elmondhatjuk, hogy a valószínűsített 20–40 ezer kereskedővel Tlatelolco piaca nagyobb volt, mint amit a spanyol konkvisztádorok valaha is láttak, még a korabeli Sevillát is túlszárnyalta. A piacon a fő fizetőeszköz a kakaóbab volt.
Amikor a spanyolok 1521. augusztus 13-án meghódították Tenochtitlánt, Tlatelolco volt az aztékok utolsó mentsvára, ahová Cuauhtémoc azték uralkodóval visszahúzódtak. Az utolsó küzdelemben több mint 40 ezer férfi, asszony és gyerek vesztette életét.
Tlatelolco még a 20. században is egy véres esemény színhelye volt, ami a tlatelolcói mészárlás néven vonult be a történelembe. 1968. október 2-án a mexikói titkosszolgálat több száz egyetemi diákot és civilt mészárolt le ugyanitt, hogy elfojtsák az akkor kibontakozó széleskörű diákmozgalmat, mivel Gustavo Díaz Ordaz akkori elnök attól félt, hogy a kubai forradalomhoz hasonló megmozdulást kezdeményeznének az országban.